# 比略塔德尔帕拉莫
比略塔德尔帕拉莫，是西班牙卡斯蒂利亚-莱昂帕伦西亚省的一个市镇。 总面积78平方公里，总人口438人（2001年），人口密度6人/平方公里。